# Bärbel Weimar
Bärbel Weimar (* 14. Dezember 1965) ist eine ehemalige deutsche Fußballspielerin.

## Karriere

### Vereine
Weimar begann ihre Karriere 1979 bei Viktoria Aschaffenburg und wechselte 1984 zur SpVgg Hösbach-Bahnhof, für die sie sechs Spielzeiten bestritt. Zur Saison 1990/91 wurde sie vom FC Bayern München für die neu gegründete, in Nord und Süd aufgeteilte, Bundesliga verpflichtet. Nach nur einer Saison in dieser wechselte sie zum FC Wacker München in die Regionalliga Süd und stieg mit ihm 1992 und – nach nur einer Saison in der höchsten deutschen Spielklasse – 1994 in Bundesliga auf und umgehend wieder ab. Zur Saison 1999/2000 kehrte sie zum FC Bayern München zurück und stieg am Ende der Saison erneut in die Bundesliga auf. Ihr Debüt gab sie am 15. Oktober 2000 (1. Spieltag) beim 4:1-Sieg im Heimspiel gegen die Sportfreunde Siegen; ihr erstes Tor erzielte sie am 10. Dezember 2000 (8. Spieltag) beim 3:2-Sieg im Auswärtsspiel gegen den WSV Wendschott mit dem Treffer zum 2:0 in der 19. Minute. Ihr letztes Bundesligaspiel bestritt sie am 15. Dezember 2002 (1. Spieltag; nachgeholt) beim 2:2-Unentschieden im Heimspiel gegen den SC Freiburg. Nach nur drei Punktspielen in der Saison  2002/03 und als Fünftplatzierter beendete sie ihre aktive Fußballerkarriere.

### Nationalmannschaft
Für die A-Nationalmannschaft absolvierte sie 1993 fünf Länderspiele, in denen sie allerdings torlos blieb. Ihr Debüt gab sie – im Rahmen des Zypern-Cups – am 12. März 1993 in Agia Napa auf Zypern beim 3:0-Sieg gegen die Auswahl Frankreichs mit Einwechslung für Birte Weiß in der 67. Minute. Ihr letztes Länderspiel bestritt sie am 22. September 1993 bei der 2:3-Niederlage gegen die Auswahl Schwedens.